# ADAST Blansko
ADAST BLANSKO, a.s. byla významná blanenská firma, která má tradici od poloviny 19. století. V roce 2002 byl vyhlášen konkurs na majetek společnosti. Pro nedostatek majetku byl konkurs zrušen 4. června 2015, současně společnost zanikla výmazem z obchodního rejstříku.
V roce 1846 založil Karel Ježek zámečnickou dílnu v Blansku, která se nalézala na náměstí v domě č.p. 8. Na světové výstavě ve Vídni roku 1873 se Karel Ježek se syny Karlem a Richardem nechali inspirovat novými typy zemědělských strojů a od roku následujícího se rozjela výroba zemědělských strojů. Původní dílna však přestala vyhovovat a tak roku 1888 byla výroba přemístěna do nového místa za městem blíž železnici. Zde se s postupujícím rozvojem podniku vznikl průmyslový komplex, kterému dala svůj typický vzhled správní budova, postavená v letech 1910-1911 podle zámku Miramare u Terstu. Poté následovala výstavba železniční vlečky s mostem přes řeku Svitavu.
Ježkova továrna zaměstnávala až 600 pracovníků a vyráběla zejména zemědělské stroje a zařízení. Postupně přibyly cihlářské a cementářské stroje, motorové silniční válce, řezačky papíru a další výrobky. Majitel továrny Karel Ježek byl dlouholetým starostou Blanska a měl významný podíl na povýšení Blanska na město v roce 1905. Jeho továrna dodávala zboží do balkánských států ležících v tehdejším Rakousku-Uhersku a dokonce vzniká i filiálka v Mariboru.
Za druhé světové války byla továrna poničena leteckým bombardováním. V jejích prostorech se nacházely jednotky wehrmachtu, které byly dne 25. dubna 1945 bombardovány sovětským letectvem. Při ústupu před Rudou armádou 9. května 1945 chtěli Němci vyhodit i železniční Ježkův most, ovšem díky odvaze blanenského občana Karla Musila byl zachráněn.

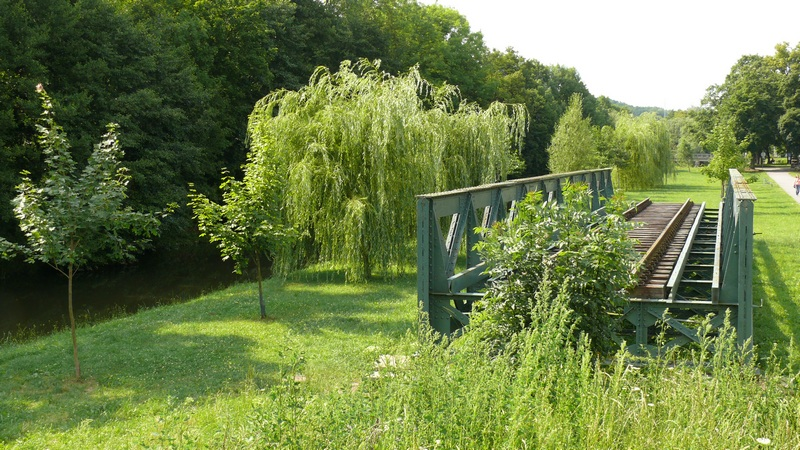
Zrušený most železniční vlečky Ježek a spol., Blansko, 678 01

V roce 1946 byla Ježkova továrna zvaná K.& R. Ježek znárodněna a vznikl podnik Závody na výrobu keramických strojů, který dostal později název Keramostroj. V roce 1963 se tato továrna stala součástí adamovského ADASTu a stala se výrobcem řezaček papíru a přesných dílů pro tiskařské stroje. Roku 1993 byl ADAST přeměněn na akciovou společnost a v roce 2002 skončil v konkurzu.
Výrobu převzala společnost MAXIMA Cutters, která však kvůli laciné asijské konkurenci roku 2005 ukončila výrobu. Areál firmy převzala společnost APOS Blansko a od roku 2008 společnost BG Systems. Ta však začala majetek postupně rozprodávat a skončila v konkursu.